# Percey-le-Grand
Percey-le-Grand is een gemeente in het Franse departement Haute-Saône (regio Bourgogne-Franche-Comté) en telt 93 inwoners (2011). De plaats maakt deel uit van het arrondissement Vesoul.

## Geografie
De oppervlakte van Percey-le-Grand bedraagt 13,6 km², de bevolkingsdichtheid is dus 6,8 inwoners per km².
De onderstaande kaart toont de ligging van Percey-le-Grand met de belangrijkste infrastructuur en aangrenzende gemeenten.

## Demografie
Onderstaande figuur toont het verloop van het inwonertal (bron: INSEE-tellingen).